# Blue Point
Blue Point és una concentració de població designada pel cens dels Estats Units a l'estat de Nova York. Segons el cens del 2000 tenia 4.407 habitants.

## Demografia
Segons el cens del 2000, Blue Point tenia 4.407 habitants, 1.571 habitatges, i 1.178 famílies. La densitat de població era de 955,9 habitants per km².
Dels 1.571 habitatges en un 37,9% hi vivien nens de menys de 18 anys, en un 63,1% hi vivien parelles casades, en un 7,4% dones solteres, i en un 25% no eren unitats familiars. En el 20% dels habitatges hi vivien persones soles el 9% de les quals corresponia a persones de 65 anys o més que vivien soles. El nombre mitjà de persones vivint en cada habitatge era de 2,78 i el nombre mitjà de persones que vivien en cada família era de 3,24.
Per edats la població es repartia de la següent manera: un 26,8% tenia menys de 18 anys, un 4,6% entre 18 i 24, un 32,1% entre 25 i 44, un 24,7% de 45 a 60 i un 11,8% 65 anys o més.
L'edat mediana era de 38 anys. Per cada 100 dones de 18 o més anys hi havia 95,5 homes.
La renda mediana per habitatge era de 70.333 $ i la renda mediana per família de 76.004 $. Els homes tenien una renda mediana de 51.265 $ mentre que les dones 34.938 $. La renda per capita de la població era de 28.135 $. Entorn de l'1,7% de les famílies i el 3,6% de la població estaven per davall del llindar de pobresa.